# Franz Peter
Franz Peter (Vienna, 8 ottobre 1896 – Varsavia, 1968) è stato un aviatore austro-ungarico.
Franz Peter fu un asso dell'aviazione austriaco accreditato con sei vittorie aeree nella prima guerra mondiale mentre volava per le Kaiserliche und Königliche Luftfahrtruppen dell'Impero austro-ungarico.

## Biografia e prima guerra mondiale
Allo scoppio della Grande Guerra, Peter si unì all'Imperiale e regio esercito e prestò servizio nel Fronte orientale (1914-1918). Alla fine del 1915 si offrì volontario per il Kaiserliche und Königliche Luftfahrtruppen come osservatore d'aeroplano. Dopo aver terminato la scuola di formazione alla fine di gennaio del 1916, è stato inviato come osservatore al Fronte Orientale nella Fliegerkompanie 14 (Flik 14). Durante i due anni successivi al servizio ricevette numerosi riconoscimenti e fu promosso a Oberleutnant il 1º novembre 1917.
Dopo un breve servizio con la Fliegerkompanie 47F (Flik 47F), ha richiesto l'addestramento da pilota ed è stato accettato nel marzo 1918. Dopo aver completato l'addestramento come pilota da caccia, è stato assegnato alla Fliegerkompanie 3J (Flik 3J) a Romagnano (Trento) nel maggio 1918, dove ha volato sul caccia Albatros D.III. Ha segnato la sua prima e la seconda vittoria confermata il 16 luglio quando ha abbattuto due caccia Hanriot HD.1 italiani su Concei. Il 4 agosto abbatte Bartolomeo Arrigoni della 1ª Sezione SVA su Aldeno.
Il 17 settembre il Pomilio PE della 134ª Squadriglia B di Annibale Tonta e del Cap. osservatore Adriano Barone viene abbattuto sul Passo della Borcola dall'Albatros D.III di Peter.
Peter ha ottenuto la sesta e ultima vittoria confermata il 7 ottobre quando ha abbattuto un Sopwith Camel del No. 66 Squadron RAF.

## Il dopoguerra
Dopo la prima guerra mondiale, Peter decise di unirsi all'Aeronautica militare della Polonia, incoraggiato da Stefan Stec, con il quale aveva prestato servizio durante la guerra. Ha combattuto durante la Guerra polacco-ucraina e la Guerra sovietico-polacca del 1919, come pilota di ricognitori a due posti, in missioni di bombardamento. Tra febbraio e marzo 1920 ha comandato il 6° Recognition Escadre o 6 Eskadra Wywiadowcza, vicino a Ternopil'. Fu ferito durante questa spedizione.
Dopo queste guerre, si è stabilito in Polonia, lavorando nell'industria aerospaziale, in particolare nel campo della progettazione dei motori. Mentre l'Europa veniva risucchiata dalla Seconda Guerra Mondiale, si trasferì in Romania, poi in Francia. Quando i tedeschi invasero la Francia, fu restituito a Varsavia. Data la scelta del lavoro in prigione od in fabbrica, sopravvisse alla guerra eseguendo quest'ultimo.